# Sara Martins
Sara Martins (Faro, 19 agosto 1977) è un'attrice portoghese con cittadinanza francese, di origini capoverdiane.

## Biografia
In patria ha ricoperto vari ruoli in televisione, cinema e teatro. Dal 2011 al 2015 ha interpretato il ruolo del sergente Camille Bordey, a fianco dapprima di Ben Miller e poi di Kris Marshall, nella serie Delitti in Paradiso.

## Filmografia parziale

### Cinema
- Ore d'estate (L'Heure d'été), regia di Olivier Assayas (2008)
- Piccole bugie tra amici (Les petits mouchoirs), regia di Guillaume Canet (2010)
- Le marquis, regia di Dominique Farrugia (2011)
- Separati innamorati (Celeste and Jesse Forever), regia di Lee Toland Krieger (2012)
- Colo, regia di Teresa Villaverde (2017)
- Amanti & tradimenti (Voyez comme on danse), regia di Michel Blanc (2018)
- Un colpo di fortuna - Coup de chance (Coup de Chance), regia di Woody Allen (2023)

### Televisione
- Il commissario Maigret (Maigret) – serie TV, episodio 11x02 (2001)
- Pigalle, la nuit – serie TV, 8 episodi (2009)
- American Odyssey – serie TV, 3 episodi (2015)
- Delitto ai Caraibi (Meurtres en Martinique), regia di Philippe Niang – film TV (2016)
- Capitaine Marleau – serie TV, episodio 2x02 (2017)
- Cherif – serie TV, episodio 4x01 (2017)
- La vendetta di una donna (Parole contre Parole), regia di Didier Bivel – film TV (2017)
- Padre Brown (Father Brown) – serie TV, episodio 6x10 (2018)
- Delitti in Paradiso (Death in Paradise) – serie TV, 31 episodi (2011-2024)
- Alexandra – serie TV, 11 episodi (2018-2024)
- Citadel – serie TV, episodi 1x05-1x06 (2023)
- Those About to Die, regia di Roland Emmerich e Marco Kreuzpaintner – miniserie TV (2024)

## Doppiatrici italiane
Nelle versioni in italiano delle opere in cui ha recitato, Sara Martins è stata doppiata da:
- Francesca Fiorentini in Delitti in Paradiso, Delitto ai Caraibi, Those About to Die
- Ilaria Latini in Padre Brown
- Letizia Scifoni in Un colpo di fortuna - Coup de Chance